# Доктрина Дахия
Доктрина Дахия, или доктрина Дахья (англ. Dahiya doctrine или Dahya doctrine, араб. استراتيجية الضاحية, ивр. דוקטרינת הדאחייה), представляет собой израильскую военную стратегию, включающую крупномасштабное разрушение гражданской инфраструктуры(т. н. домицид — разрушение гражданской инфраструктуры) или убийство людей с целью давления на враждебные правительства. Доктрину изложил бывший начальник Генерального штаба Армии обороны Израиля (ЦАХАЛ) Гади Эйзенкот . Израильский полковник Габи Сибони написал, что Израиль «должен нацеливаться на экономические интересы и центры гражданской власти, которые поддерживают организацию». Логика заключается в том, чтобы создать столько трудностей для гражданского населения, чтобы оно затем повернулось против боевиков, заставив противника запросить мира.
В 2010 году Айзенкот заявил: «Израильская методика, применённая в Ливане в 2006 году, заключалась в том, что на первом этапе атаковались цели, представлявшие непосредственную угрозу, а на втором этапе эвакуировалось мирное население, и после эвакуации цели „Хезболлы“ атаковались более широко. Я убеждён, что эту модель было правильно использовать… Именно „Хезболла“ превращает сотни деревень в шиитских районах Ливана в боевые пространства. Я надеюсь, что это понимание заставит организацию тщательно подумать, прежде чем она снова решит использовать террор, похищения или расстрелы»

## Этимология
Доктрина названа в честь района Дахие (также транслитерируется как Дахие и Дахия) в Бейруте, где во время Ливанской войны 2006 года располагалась штаб-квартира «Хезболлы», и который был сильно разрушен Армией обороны Израиля.